# Bainet
Bainet (hait. Benè) – gmina na Haiti, w Departamencie Południowo-Wschodnim, w Bainet Arrondissement. W 2009 liczyła 78 896 mieszkańców.